# Stern (tijdschrift)
Stern is een Duits links-liberaal weekblad. Het tijdschrift werd in 1948 opgezet door Henri Nannen (1913-1996) en wordt uitgegeven door Gruner + Jahr, een dochteronderneming van Bertelsmann. In 2021 bedroeg de oplage ca. 354.000 exemplaren met 170.000 abonnees, het lezersbereik is ca. 5,4 miljoen mensen.

Ter vergelijking: in 1998 was de oplage nog ca. 1,1 miljoen met in 2005 nog zo'n 350.000 abonnees.
Hoofdredacteuren sinds 2019 zijn: Florian Gless (1968) en Anna-Beeke Gretemeier (1986).
Internationaal werd het weekblad in 1983 bekend toen Stern het Dagboek van Hitler publiceerde. Kort nadat het was gepubliceerd, werd bekend dat het om een vervalsing ging. Dit leidde tot het aftreden van talloze redacteuren en tot een groot schandaal, hetgeen nog steeds wordt gezien als een dieptepunt in de Duitse journalistiek. Het schandaal stortte Stern in een ernstige crisis, de geloofwaardigheid van het blad was ernstig aangetast en moest opnieuw worden opgebouwd.
In Duitsland is het tijdschrift ook bekend door het in 1971 gepubliceerde "We had an abortion!" door feministe Alice Schwarzer. In deze publicatie verklaarden 374 vrouwen publiekelijk dat ze een abortus hadden ondergaan ook al was het in die tijd illegaal in West-Duitsland.
Het tijdschrift is vooral bekend om de uitstekende fotografie.